# Karel Verschuere
Karel Verschuere, né le 19 novembre 1924 à Borgerhout (province d'Anvers) et mort le 10 août 1980, est un auteur de bande dessinée belge néerlandophone, et l'un des plus importants collaborateurs de Willy Vandersteen dans les années 1950 et 1960.

## Biographie
Karel Verschuere naît le 19 novembre 1924 à Borgerhout. Il est, avec Vandersteen, à l'origine du succès de la bande dessinée Bessy. Les albums de cette période ont été écrits sous le pseudonyme commun « Wirel », d'après les premières lettres de leurs prénoms, Willy et Karel.
Pour les journaux de bande dessinée Tintin et Junior, Vandersteen créé la bande dessinée historique Thyl Ulenspiegel, vaguement basée sur le roman de Charles de Coster de 1861. Situé au XVIe siècle, le roman original dépeint Thyl comme un escroc qui trompe souvent les gens, les prêtres y compris. Il finit par incarner "l'esprit des Flandres" lorsqu'il utilise son intelligence pour combattre les oppresseurs espagnols. Thyl Ulenspigel est un diptyque important dans l'œuvre de Vandersteen. Le premier récit, La Révolte des Gueux, est publié dans Tintin entre le 26 septembre 1951 et le 24 décembre 1952. La deuxième partie, Fort Amsterdam, est publiée entre le 7 janvier et le 9 décembre 1953 et amène Thyl et ses amis à New Amsterdam dans l'Amérique précoloniale. Cet album est presque entièrement dessiné par Verschuere, Bob de Moor et Tibet ayant également contribué à cet album. Les albums sont publiés dans la collection « du Lombard » aux éditions éponymes en 1954 et 1955. 
Verschuere contribue également aux aventures du Chevalier rouge, de Karl May (nl), et de Biggles (nl) ainsi que sur certains albums de la série Bob et Bobette, dont Le Loup qui rit (1952), et surtout De rammelende rally (nl) (1958), un album promotionnel pour la Fédération touristique de la province d'Anvers.
Après avoir démissionné pour la troisième fois du Studio Vandersteen, il crée une série de western (Arendklauw), une autre de détective (Sam D. Howard), et une série en deux parties sur un aventurier belge en Amérique du Sud (Filip Hechtel).
Auteur très prolifique, il est peu traduit en français,.

## Décès
Karel Verschuere meurt d'un cancer le 10 août 1980, à l'âge de 55 ans.

#### Études
- Danny De Laet et Yves Varende, Au-delà du septième art : histoire de la bande dessinée belge, Bruxelles, Ministère des affaires étrangères, du commerce extérieur et de la coopération au développement, coll. « Chroniques belges » (no 322), 1979, 302 p., ill. ; 22 cm (OCLC 301693218, lire en ligne).
- (nl) Jan Hoet et Dany Vandenbossche, « Karel Verschuere », dans De wereld van de strips in originelen [« Le Monde de la bande dessinée en originaux »], Bruxelles, Vlaams Parlement, 2013, 68 p., PDF (OCLC 901366732, lire en ligne), p. 35.

#### Articles
- (nl) « Karel Verschuere », De Rode Ridder (consulté le 16 février 2023).